# Nawal El Moutawakel
Nawal El Moutawakel (in arabo  نوال المتوكل ‎?; Casablanca, 15 aprile 1962) è un'ex ostacolista e velocista marocchina, vincitrice della medaglia d'oro nei 400 metri ostacoli ai Giochi olimpici di Los Angeles 1984.
La vittoria a Los Angeles è ricordata in quanto è stata la prima medaglia d'oro del Marocco, la prima medaglia di un'atleta africana e la prima medaglia di una donna musulmana ai Giochi olimpici.

## Biografia
Nel 1995, El Moutawakel divenne membro del consiglio della International Association of Athletics Federations (IAAF), e nel 1998 divenne un membro del Comitato Olimpico Internazionale (IOC). È stata anche presidente della commissione di valutazione per la selezione della città ospitante dei Giochi olimpici estivi del 2012. Nel 2006, El Moutawakel è stata una degli otto portatori della bandiera olimpica alla cerimonia d'apertura dei Giochi olimpici invernali di Torino 2006.
Tuttora (2017) è membro del CIO, mentre dal 2002 è membro fondatore e presidente dell'Associazione Marocchina per lo Sport e lo Sviluppo. Nel suo paese ha ricoperto anche importanti cariche politiche: dal 1989 al 1997 è stata ispettore del Ministero della gioventù e dello sport, dal 1997 al 1998 ha ricoperto la carica di sottosegretario del Ministero degli affari sociali, con delega alla gioventù ed allo sport; nominata Ministro per la gioventù e lo sport, ha ricoperto tale carica dal 2007 al 2009.

## Palmarès
| Anno | Manifestazione          | Sede        | Evento      | Risultato  | Prestazione | Note            |
| ---- | ----------------------- | ----------- | ----------- | ---------- | ----------- | --------------- |
| 1981 | Campionati arabi        | Tunisi      | 100 m piani | Oro        | 11"86       |                 |
| 1981 | Campionati arabi        | Tunisi      | 200 m piani | Oro        | 24"30       |                 |
| 1982 | Campionati africani     | Il Cairo    | 100 m piani | Argento    | 11"7        |                 |
| 1982 | Campionati africani     | Il Cairo    | 100 m hs    | Oro        | 13"8        |                 |
| 1982 | Campionati africani     | Il Cairo    | 400 m hs    | Oro        | 58"42       |                 |
| 1983 | Campionati magrebini    | Casablanca  | 200 m piani | Oro        | 24"0        |                 |
| 1983 | Campionati magrebini    | Casablanca  | 100 m hs    | Oro        | 13"4        |                 |
| 1983 | Campionati magrebini    | Casablanca  | 400 m hs    | Oro        | 58"5        |                 |
| 1983 | Mondiali                | Helsinki    | 100 m hs    | Batteria   | 14"85       |                 |
| 1983 | Mondiali                | Helsinki    | 400 m hs    | Semifinale | 57"10       |                 |
| 1983 | Giochi del Mediterraneo | Casablanca  | 400 m hs    | Oro        | 56"59       |                 |
| 1984 | Campionati africani     | Rabat       | 200 m piani | Oro        | 23"93       |                 |
| 1984 | Campionati africani     | Rabat       | 400 m hs    | Oro        | 56"01       |                 |
| 1984 | Giochi olimpici         | Los Angeles | 400 m hs    | Oro        | 54"61       | Record olimpico |
| 1985 | Giochi panarabi         | Rabat       | 100 m piani | Oro        | 11"85       |                 |
| 1985 | Giochi panarabi         | Rabat       | 200 m piani | Oro        | 23"67       |                 |
| 1985 | Giochi panarabi         | Rabat       | 400 m piani | Oro        | 53"23       |                 |
| 1985 | Giochi panarabi         | Rabat       | 400 m hs    | Oro        | 58"47       |                 |
| 1985 | Campionati africani     | Il Cairo    | 400 m hs    | Oro        | 56"00       |                 |
| 1985 | Universiadi             | Kōbe        | 400 m hs    | Bronzo     | 55"59       |                 |
| 1987 | Universiadi             | Zagabria    | 400 m hs    | Oro        | 55"21       |                 |
| 1987 | Campionati arabi        | Algeri      | 200 m piani | Oro        | 24"33       |                 |
| 1987 | Campionati arabi        | Algeri      | 400 m piani | Oro        | 54"28       |                 |
| 1987 | Campionati arabi        | Algeri      | 400 m hs    | Oro        | 59"93       |                 |
| 1987 | Mondiali                | Roma        | 400 m hs    | Batteria   | 57"21       |                 |
| 1987 | Giochi del Mediterraneo | Laodicea    | 400 m hs    | Oro        | 56"28       |                 |

## Campionati nazionali

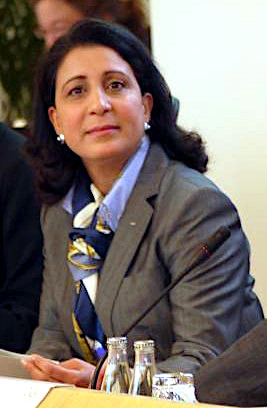
Nawal El Moutawakel nel 2009.

- 3 volte campionessa nazionale dei 100 metri piani (1977, 1978, 1985)
- 3 volte campionessa nazionale dei 200 metri piani (1977, 1978, 1985)
- 1 volta campionessa nazionale dei 400 metri piani (1985)
- 3 volte campionessa nazionale dei 400 metri ostacoli (1977, 1978, 1985)
- 1 volta campionessa NCAA dei 400 metri ostacoli (1984)

## Altre competizioni internazionali
1981
- 8ª in Coppa del mondo ( Roma), 100 m piani - 11"92
- 7ª in Coppa del mondo ( Roma), 4×100 m - 46"15

1985
- 8ª in Coppa del mondo ( Canberra), 400 m hs - 56"06
- 7ª in Coppa del mondo ( Canberra), 4×400 m - 3'36"86